# Дзвінець крейдяний
Дзвіне́ць крейдяни́й або дзвіне́ць кре́йдовий (Rhinanthus cretaceus Vassilcz.) — однорічна рослина родини вовчкових. Вузький ендемік, елемент так званої гісопової флори, близько споріднений із дзвінцем пізнім (Rhinanthus serotinus).

## Опис
Життєва форма — терофіт. Однорічна напівпаразитна рослина 15-30 см заввишки. Стебло розгалужене (рідше просте) блідо-фіолетове, рідко запушене; бічні гілки спрямовані косо догори. Листки вузьколанцетні або лінійноланцетні, дрібнозубчасті, зубців менше ніж 20 шт. Приквітки порівняно великі. Між верхньою парою гілок та найнижчими приквітками є вставні листки в кількості 5-7 пар. Суцвіття — китиця. Чашечка при плодах здута, гола, по краю тонкошорстка. Віночок двогубий, 18-20 мм завдовжки, жовтий; нижня губа притиснута до верхньої. Плід — коробочка 7-8 мм завдовжки. Насінина 2,0-2,5 мм у діаметрі зі світлим, дуже вузьким крилом. Плодоносить у серпні-вересні. Розмножується насінням.

## Поширення
Ендемік басейну річки Сіверський Донець. Ареал охоплює Донецьку і Харківську області.

## Екологія
Зростає на схилах крейдяних відшаровувань. Облігатний кретофіл, мезоксерофіт.

## Чисельність
Популяції нечисленні, ступінь їх природного поновлення незадовільний. Популяція виду в пам'ятці природи «Мар'їна гора» повночленна, чисельністю 100 тисяч особин на площі 3 га, щільність досягає 25 особин на м2.
Зміни чисельності обумовлені природною рідкісністю, порушенням умов місцезростань виду внаслідок видобування крейди, лісорозведення на крейдяних відслоненнях, випасу худоби.

## Природоохоронні заходи
Рідкісний вид рослин, що потребує охорони.
Занесений до Європейського червоного списку (віднесений до категорії «Рідкісні»).
Занесений до Червоної книги України. природоохоронний статус — «Недостатньо відомий».
Охороняється у відділенні «Крейдова флора» Українського степового природного заповіднику, в національному природному парку «Святі Гори» та в пам'ятці природи «Мар'їна гора».
Потребує абсолютно заповідного та заказного режимів. Необхідно виявлення усіх місцезнаходжень виду та організація там природоохоронних територій. Заборонено розробку кар'єрів, терасування схилів, лісорозведення.